# Parental

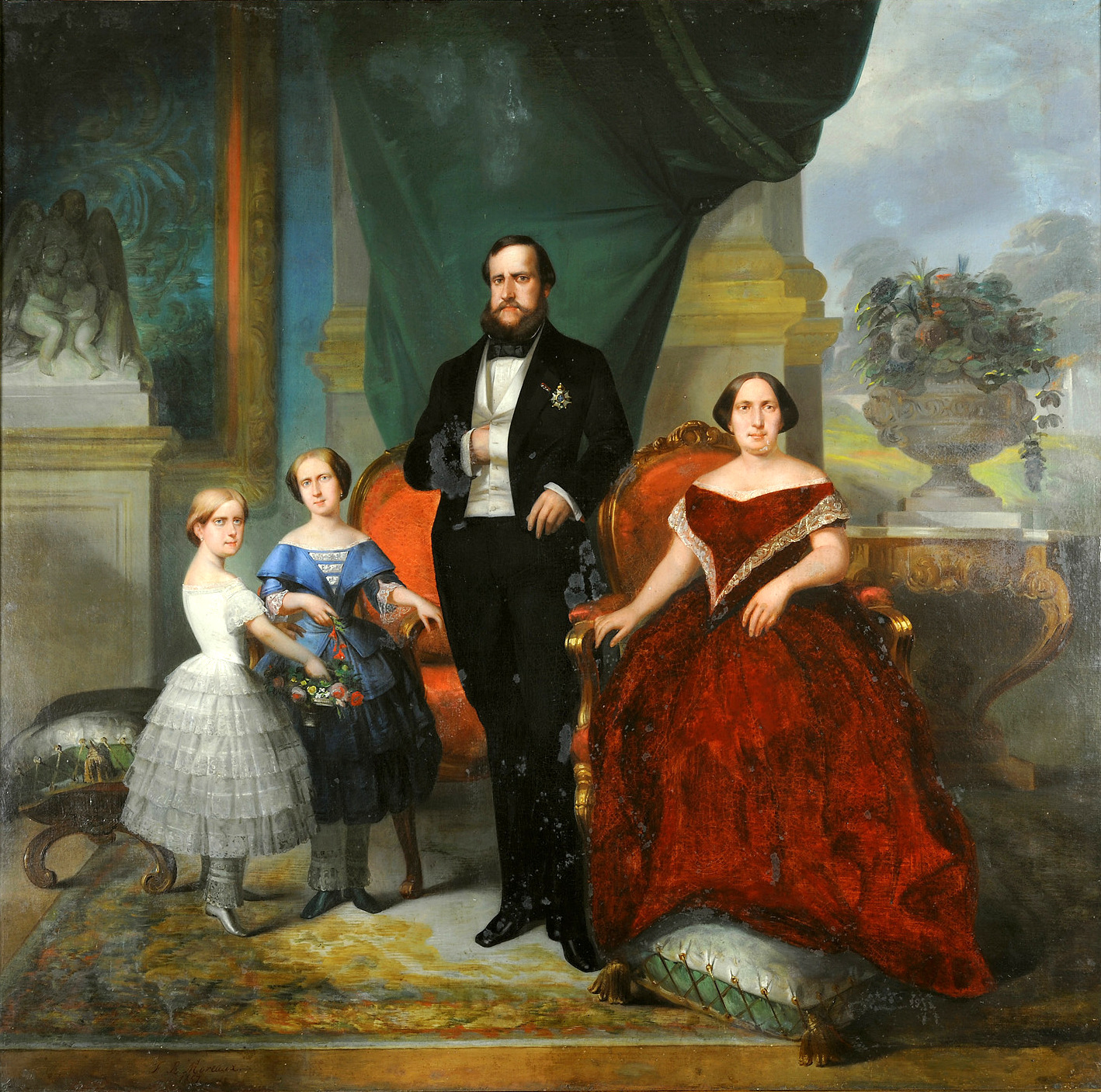
A família imperial brasileira em 1857

Um parental é o progenitor de uma criança ou, em humanos, pode referir-se a um cuidador ou responsável legal. Os gâmetas de um dos parentais, ou pais, resultam em um filho, um homem através do espermatozoide e uma mulher através do óvulo. Os pais são parentes de primeiro grau e possuem 50% de genética. Uma mulher também pode se tornar mãe por meio de barriga de aluguel. Alguns pais podem ser adotivos, que cuidam e criam os filhos, mas não têm parentesco biológico com a criança. Órfãos sem pais adotivos podem ser criados pelos avós ou outros membros da família.
Um pai também pode ser elaborado como um ancestral afastado em uma geração. Com os recentes avanços médicos, é possível ter mais de dois pais biológicos. Exemplos de terceiros pais biológicos incluem casos envolvendo barriga de aluguel ou uma terceira pessoa que forneceu amostras de DNA durante um procedimento de reprodução assistida que alterou o material genético dos receptores.
Os tipos mais comuns de parentais são mães, pais, padrastos e avós. Mãe é “uma mulher em relação a um filho ou filhos que ela deu à luz." A extensão em que é socialmente aceitável que um parental esteja envolvido na vida de seus filhos varia de cultura para cultura, no entanto, às vezes diz-se que aquele que exibe muito pouco envolvimento exibe negligência infantil, enquanto aqueles muito envolvidos às vezes são considerados superprotetores, mimadores, intrometidos ou intrusivos.

## Gênero e mistura de gênero
Uma criança tem pelo menos um pai biológico e pelo menos uma mãe biológica, mas nem toda família é nuclear tradicional. Existem muitas variantes, como adoção, parentalidade compartilhada, famílias adotivas e homoparentalidade, sobre as quais tem havido controvérsia.
A literatura das ciências sociais rejeita a noção de que existe uma combinação ideal de gênero entre os pais ou que as crianças e adolescentes com pais do mesmo sexo sofrem quaisquer desvantagens de desenvolvimento em comparação com aqueles com dois pais do sexo oposto. Os profissionais e as principais associações agora concordam que existe um consenso bem estabelecido e aceito na área de que não existe uma combinação ideal de gênero entre os pais. A literatura de estudos da família indica que são os processos familiares (como a qualidade da parentalidade e as relações dentro da família) que contribuem para determinar o bem-estar e os "resultados" das crianças, e não as estruturas familiares, por si só, como o número, género, sexualidade e situação de coabitação dos pais.

## Genética

### Conflito entre pais e filhos
Um filho que odeia o pai é chamado de misópatra, aquele que odeia a mãe é um misômatra, enquanto um pai que odeia o filho é um misopedista. O conflito entre pais e filhos descreve o conflito evolutivo que surge de diferenças na aptidão ideal dos pais e de seus filhos. Embora os pais tendam a maximizar o número de descendentes, estes podem aumentar a sua aptidão obtendo uma maior parcela do investimento parental, muitas vezes competindo com os seus irmãos. A teoria foi proposta por Robert Trivers em 1974 e estende a teoria mais geral do gene egoísta e tem sido usada para explicar muitos fenômenos biológicos observados.

### Empatia
David Haig argumentou que os genes fetais humanos seriam seleccionados para extrair mais recursos da mãe do que seria ideal para a mãe dar, uma hipótese que recebeu apoio empírico. A placenta, por exemplo, secreta hormônios alócrinos que diminuem a sensibilidade da mãe à insulina e, assim, disponibilizam ao feto um suprimento maior de açúcar no sangue. A mãe responde aumentando o nível de insulina na corrente sanguínea, a placenta possui receptores de insulina que estimulam a produção de enzimas degradadoras da insulina que neutralizam este efeito.

## Ter filhos e felicidade

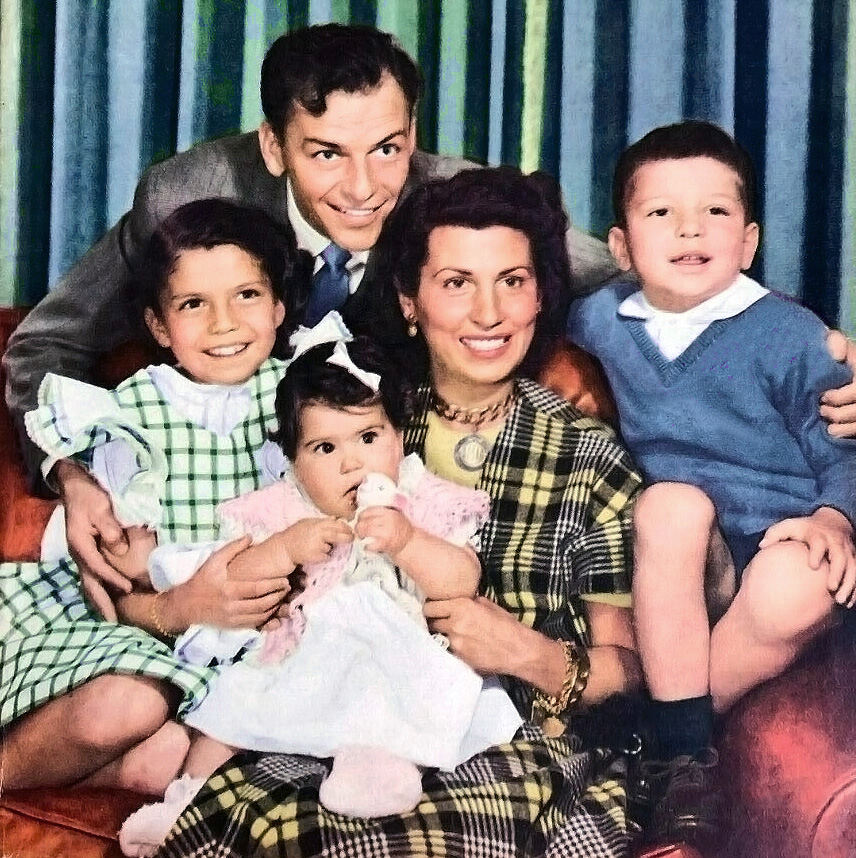
Família Sinatra em 1949

Na Europa, os pais são geralmente mais felizes do que os não-pais. Nas mulheres, a felicidade aumenta após o primeiro filho, mas ter filhos de ordem superior não está associado a um maior aumento do bem-estar. A felicidade parece aumentar mais no ano anterior e posterior ao primeiro parto.